# Club Classics Vol. One
Club Classics Vol. One è il primo album in studio del gruppo musicale britannico Soul II Soul, pubblicato nel 1989.

## Tracce
1. Keep on Movin' (featuring Caron Wheeler) – 6:00
2. Fairplay (featuring Rose Windross) – 5:55
3. Holdin' On – 4:13
4. Feeling Free (Live Rap) – 4:13
5. African Dance – 6:00
6. Dance – 3:40
7. Feel Free (featuring Do'reen) – 5:00
8. Happiness (Dub) – 5:30
9. Back to Life (Accapella) (featuring Caron Wheeler) – 3:12
10. Jazzie's Groove – 3:12